# Lac du Flambeau (CDP, Wisconsin)
Lac du Flambeau ist eine Siedlung auf gemeindefreiem Gebiet im Vilas County im US-amerikanischen Bundesstaat Wisconsin. Zu statistischen Zwecken ist der Ort zu einem Census-designated place (CDP) zusammengefasst worden. Im Jahr 2010 hatte Lac du Flambeau 1969 Einwohner.
Lac du Flambeau ist der Hauptort der Lac du Flambeau Reservation der Anishinabe.

## Geografie

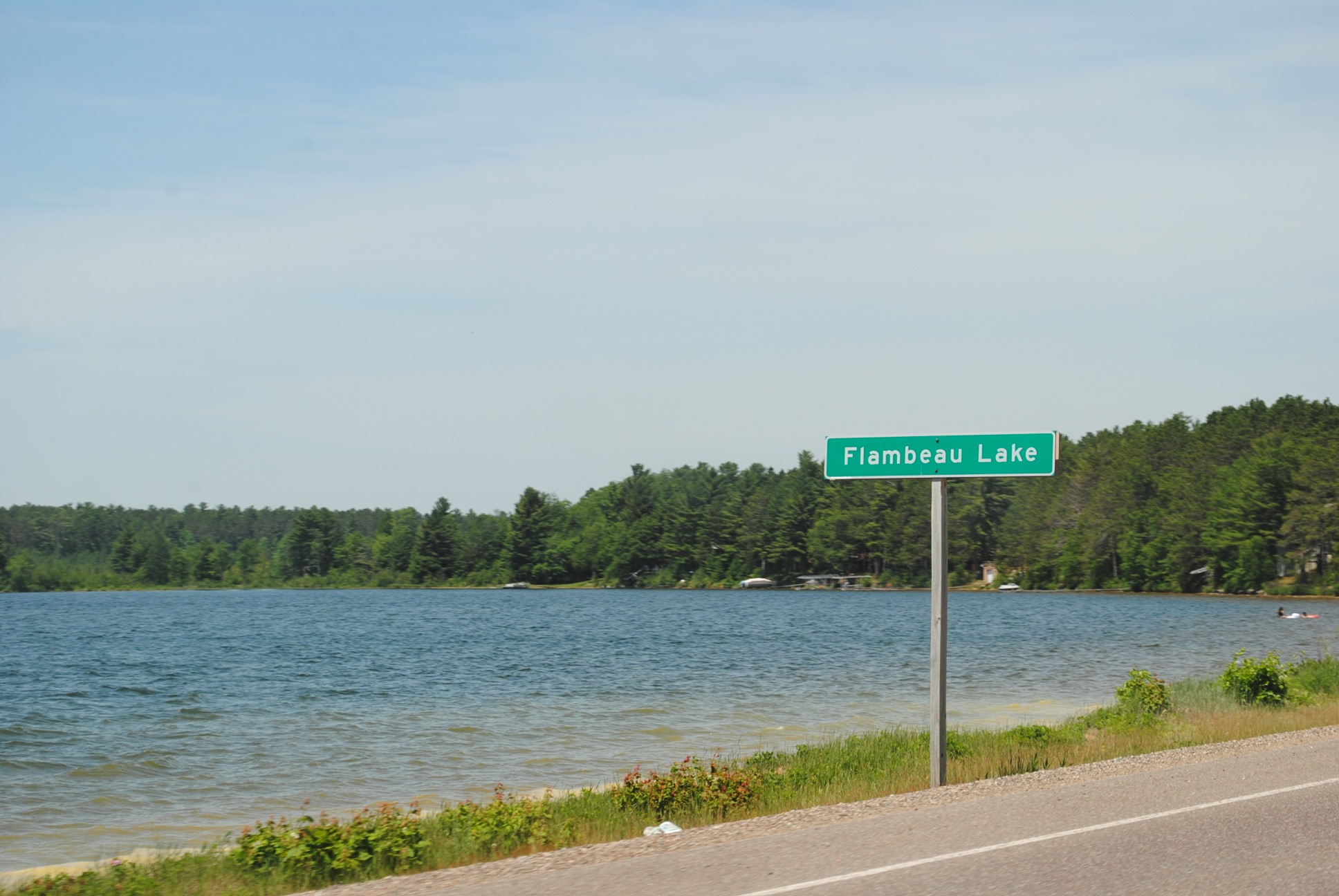
Der Flambeau Lake

Lac du Flambeau liegt in einer wald- und seenreichen Landschaft im Norden Wisconsins am Flambeau Lake. Dieser wird vom Bear River durchflossen, einem der Quellflüsse des über den Wisconsin River zum Stromgebiet des Mississippi gehörenden Flambeau River.
Die geografischen Koordinaten von Lac du Flambeau sind 45°58′11″ nördlicher Breite und 89°53′32″ westlicher Länge. Der Ort erstreckt sich über eine Fläche von 20 km², die sich auf 13 km² Land- und 7 km² Wasserfläche verteilen. Lac du Flambeau ist der Hauptort der Town of Lac du Flambeau.
Nachbarorte von Lac du Flambeau sind Manitowish Waters (30 km nördlich), Arbor Vitae (25 km ostsüdöstlich), Woodruff (19,5 km südöstlich) und Minocqua (in der gleichen Richtung).
Die nächstgelegenen größeren Städte sind Green Bay am  Michigansee (283 km südöstlich), Appleton (271 km südsüdöstlich), Wisconsins größte Stadt Milwaukee (420 km in der gleichen Richtung), Wisconsins Hauptstadt Madison (358 km südlich), Wausau (133 km in der gleichen Richtung), Eau Claire (250 km südwestlich), die Twin Cities in Minnesota (343 km westsüdwestlich), Duluth am Oberen See in Minnesota (239 km westnordwestlich) und Sault Ste. Marie in der kanadischen Provinz Ontario (527 km ostnordöstlich, gegenüber von Sault Ste. Marie, Michigan).

## Verkehr
Der Wisconsin State Highway 47 führt als Hauptstraße durch Lac du Flambeau. Alle weiteren Straßen sind untergeordnete Landstraßen, teils unbefestigte Fahrwege sowie innerörtliche Verbindungsstraßen.
Mit dem Manitowish Waters Airport befindet sich 28 km nördlich ein kleiner Flugplatz. Der nächste Verkehrsflughafen ist der Rhinelander–Oneida County Airport (61,3 km südöstlich).

## Bevölkerung
Nach der Volkszählung im Jahr 2010 lebten in Lac du Flambeau 1969 Menschen in 594 Haushalten. Die Bevölkerungsdichte betrug 151,5 Einwohner pro Quadratkilometer. In den 594 Haushalten lebten statistisch je 3,31 Personen.
Ethnisch betrachtet setzte sich die Bevölkerung zusammen aus 87,6 Prozent amerikanischen Ureinwohnern, 10,2 Prozent Weißen, 0,2 Prozent Afroamerikanern, 0,1 Prozent Asiaten sowie 0,2 Prozent aus anderen ethnischen Gruppen; 1,9 Prozent stammten von zwei oder mehr Ethnien ab. Unabhängig von der ethnischen Zugehörigkeit waren 2,7 Prozent der Bevölkerung spanischer oder lateinamerikanischer Abstammung.
36,0 Prozent der Bevölkerung waren unter 18 Jahre alt, 55,4 Prozent waren zwischen 18 und 64 und 8,6 Prozent waren 65 Jahre oder älter. 49,7 Prozent der Bevölkerung waren weiblich.
Das mittlere jährliche Einkommen eines Haushalts lag bei 26.810 USD. Das Pro-Kopf-Einkommen betrug 15.761 USD. 35,3 Prozent der Einwohner lebten unterhalb der Armutsgrenze.